# Arrepentidos
Arrepentidos é uma série de televisão estadunidense de 2014 dirigida por Lilo Vilaplana para o canal Nat Geo Mundo. A série foi premiada com um Emmy Internacional.

## Enredo
Uma série baseada em casos reais em que os protagonistas são capturados em episódios sombrios como resultado de decisões erradas, mas, no entanto, eles abriram a porta para uma nova vida.

## Elenco
- María Lía Bagnoli	... Lidia
- Luis Curiel ... Israel
- Natalia Dal Molin ... Barbi
- Toño Infante ...
- John Prada ...

## Prêmios
| Ano  | Prêmio             | Categoria                                              | Resultado |
| ---- | ------------------ | ------------------------------------------------------ | --------- |
| 2015 | Emmy Internacional | Melhor programa no Horário Nobre em língua não-inglesa | Venceu    |